# Камео
Каме́о (от англ. cameo МФА [ˈkæmioʊ], от старофранцузского camaieu — каме́я) — эпизодическая роль (в кино, в театральной постановке, теле- или радиопередаче, видеоигре и т. д.), исполненная известным человеком и зачастую не указанная в титрах.
Буквальное значение английского слова «камео» — «камея», «резьба, хоть и миниатюрная, но на драгоценном камне». Под «камеей» в переносном смысле подразумевается «небольшая роль, которая резко выделяется на фоне остальных небольших актёрских ролей». Данные небольшие роли известных людей, как правило, не несут особой смысловой или сюжетной нагрузки, а являются, по сути, таким же украшением, как камеи.

## Общие сведения
Многие режиссёры любят играть камео в своих фильмах, так делали: Альфред Хичкок, Ив Робер, Питер Джексон, Квентин Тарантино, Джордж Лукас, Уве Болл, Майкл Бэй, Леонид Гайдай, Такэси Китано, Эльдар Рязанов, Георгий Данелия (см. соответствующие статьи), Ролан Быков, Тинто Брасс, Серджо Леоне, Кевин Смит, Спайк Ли, Чарли Чаплин, М. Найт Шьямалан, Никита Михалков, Роб Коэн, Оливер Стоун, Джеймс Дикки и другие режиссёры. Владимир Меньшов появился в роли самого себя в телесериале «Мамочки». 
Другой распространённый вариант — появление в мультфильме шаржированного образа реальной персоны или популярного киногероя. Например, в мультфильмах «Бременские музыканты», «По следам бременских музыкантов» и «Новые бременские» в роли разбойников «участвуют» Трус, Балбес и Бывалый, а в мультфильме «Ограбление по…» — Савелий Крамаров в образе «Косого» из «Джентльменов удачи» и Михаил Жаров в образе участкового Анискина из серии фильмов о деревенском детективе.
Примером «камео» на киноэкране является появление в 1992 году известного предпринимателя и телеведущего (впоследствии президента США) Дональда Трампа в роли самого себя в фильмах «Один дома 2: Потерявшийся в Нью-Йорке» и «Компаньон».
В первом советском фильме «Уплотнение» (1918) камео самого себя исполнил сценарист фильма нарком просвещения А. В. Луначарский, аналогичную роль он сыграл и в фильме «Саламандра» (1928). В советском фильме «Шахматная горячка» 1925 года самого себя играет кубинский гроссмейстер, чемпион мира по шахматам Хосе Рауль Капабланка. В роли спортивного комментатора во многих советских кинофильмах выступает Николай Озеров. В фильме «Приключения Петрова и Васечкина, обыкновенные и невероятные» Анатолий Кузнецов предстаёт как герой фильма «Белое солнце пустыни» (товарищ Сухов). В фильме «Парк советского периода» (2006 г., реж. Юлий Гусман) встречаются более десяти камео. Большое количество ролей-камео в фильме «Гений» (1991 г.), среди которых Леонид Ярмольник, Андрей Макаревич, Михаил Жванецкий, Иосиф Кобзон, Юрий Лужков, Елена Батурина, Пётр Подгородецкий, Олег Газманов и другие.
Фильм «Последний киногерой» содержит большое количество ролей-камео. Своеобразным камео можно считать появление Арнольда Шварценеггера в роли самого себя, хотя актёр играет в этом фильме также и главную роль. Отдельно можно выделить фильм «Кофе и сигареты» Джима Джармуша, где во всех эпизодах актёры играли самих себя. Во французском фильме «Ключи от машины» (фр. Les Clefs de bagnole) многие популярные французские актёры появляются в кадре на несколько секунд, «отказываясь» от съёмок в этом фильме. Жерар Депардьё также играет эпизодическую роль продавца в сырной лавке. В свою очередь в фильме «Актёры» Депардьё сыграл самого себя, оказавшись в большой компании звёзд, также игравших самих себя, среди которых Ален Делон, Жан-Поль Бельмондо, Мария Шнайдер, Жан-Клод Бриали, Жан-Пьер Марьель, Мишель Галабрю, Мишель Пикколи, Клод Риш, Мишель Серро, Клод Брассер, Сами Фрэй, Андре Дюссолье, Пьер Ардити, Жак Вильре, Жак Франсуа, Жозиан Баласко, Жан Янн и другие, в том числе и сам режиссёр фильма, Бертран Блие.
Джон Малкович дважды сыграл самого себя в фильмах Спайка Джонза «Быть Джоном Малковичем» и «Адаптация», причём в последнем показывается съёмочная площадка первого.
В фильме «Москва слезам не верит» (1979 г.) несколько эпизодических ролей-камео играют известные деятели искусств: Леонид Харитонов, Иннокентий Смоктуновский, Георгий Юматов, Андрей Вознесенский, Татьяна Конюхова, Вениамин Нечаев, Павел Рудаков и др. Иосиф Кобзон играет роль самого себя в фильме Татьяны Лиозновой «Мы, нижеподписавшиеся» (1981). В комедии «О чём говорят мужчины» Жанна Фриске с тонкой самоиронией, по оценке критика Б. Барабанова, продемонстрировала пародийную версию себя — телеперсоны и властительницы мужских фантазий.
В одном из эпизодов фильма «Снова в школу» появляется Курт Воннегут в роли себя самого. Главный герой нанимает его для написания реферата на тему творчества писателя. Позже преподаватель отвергает работу, утверждая, что автор ничего не понимает в творчестве Курта Воннегута.
Для комедийного сериала «Да, господин министр» была снята дополнительная серия, состоящая из единственного эпизода, под названием «Да, госпожа премьер-министр», в которой в роли себя самой выступила Маргарет Тэтчер.
Нередко для камео приглашают автора произведения, на котором основан фильм. Сценарист комиксов Стэн Ли появлялся в камео во многих фильмах по комиксам Marvel (не только по его собственным работам), в том числе во всех фильмах киновселенной Marvel до своей смерти в 2018 году. Писатель Терри Пратчетт сыграл камео в каждой части трилогии экранизаций его книг «Санта-Хрякус» — «Цвет волшебства» — «Опочтарение». Стивен Кинг сыграл 24 камео в разных фильмах, включая «Оно 2», «Лангольеры», «Максимальное ускорение», «Кладбище домашних животных» . Среди других авторов, появлявшихся в камео в своих экранизациях — Курт Воннегут, Ирвин Уэлш, Хьюберт Селби, Уильям Питер Блэтти, Хантер Томпсон, Стефани Майер .